# Пам'ятник Тарасові Шевченку (Горлівка)
Пам'ятник Тарасу Шевченку — монумент, споруджений на честь українського поета, прозаїка, художника та етнографа Тараса Григоровича Шевченка у Горлівці. Пам'ятник-бюст Т. Г. Шевченка встановлено на бульварі Димитрова, на тому самому місці, де раніше стояла пам'ятник самому Димитрову.
Автор скульптури — уродженець Горлівки, український художник та скульптор Петро Іванович Антип, який також є автором інших пам'яток та скульптурних композицій Горлівки: засновнику міста Петру Горлову, бюст Тарасу Шевченку, пам'ятник афганцям, «Алея учнівської слави»).